# Bidens hassleriana
Bidens hassleriana là một loài thực vật có hoa trong họ Cúc. Loài này được (Chodat) A.A.Sáenz mô tả khoa học đầu tiên năm 1999.